# Praomys minor
Praomys minor és una espècie de mamífer rosegador de la família dels múrids. Viu a altituds d'entre 1.405 i 1.496 msnm a la República Democràtica del Congo i Zàmbia. El seu hàbitat natural són les selves de plana. Es desconeix si hi ha cap amenaça significativa per a la supervivència d'aquesta espècie. El seu nom específic, minor, significa ‘menor’ en llatí.